# 羽生アリサ
羽生 アリサ（はにゅう ありさ、1986年10月12日 - ）は、日本のAV女優。

## 略歴・人物
東京都出身。2008年にデビューした巨乳のAV女優。ゼロサムプロダクション所属。
2009年3月、MOODYZより「小峰ひなた（こみね ひなた）」の芸名でセル作品デビュー。
初体験は16歳の時で、相手は友達の兄。性感帯はクリトリス、好きな体位は正常位。趣味・特技は旅行、読書、体が柔らかい。
2013年3月21日の公式ブログで引退を発表。
2016年より「羽生ありさ」の芸名でAV女優の活動を再開。所属事務所はバンビプロモーション。
2019年10月、ゲオTV×メンズサイゾー ADULT AWARD 2019・騎乗位マスター部門にノミネート。二つ名は「爆乳スパイダー」。
2020年1月、羽生アリサに改名。2020年6月、サイゾー主催のオールタイム「好きなAV女優アンケートトーナメント」にノミネート。
2021年1月、ゲオTVアダルトニュースメディアMANGO 爆乳AV女優ランキング（2021年版）にて、第10位を獲得。
2022年12月1日、DMM GAMES「クリムゾン妖魔大戦 新キャラクター声優公開オーディション」にエントリー。
2023年5月15日週FANZA動画フロアランキングにおいて、出演した『【祝春ギフト】【福袋】超絶大ヒット人気タイトル厳選ノーカット収録!15作品で35時間!まるごと2130分大収録!乳首びんびんどすけべ痴女BEST!!』（発売：かつお物産/妄想族）が1位を記録。9月4日週にも1位浮上するなどロングヒットとなった。
2023年5月22日週FANZA動画フロアランキングにて、出演した『BAZOOKA 冬の大感謝セール コスパ最強ノーカットベスト爆乳限定2749分』（BAZOOKA）が1位を記録。

## 作品

### アダルトビデオ

#### 「小峰ひなた」 名義
2008年
- たわわな果実（10月24日、クリスタル映像）[2]
- ぷるるんウェイトレス（11月21日、クリスタル映像）[2]
- 爆乳3P潮吹き凄い顔射（12月19日、クリスタル映像）[2]

2009年
- 爆乳家庭教師（1月30日、クリスタル映像）[2]
- 爆乳ソープへいらっしゃい（2月6日、クリスタル映像）[2]
- 初セルVIP（3月13日、MOODYZ）
- 爆乳ヤリマン女教師（4月1日、MOODYZ）
- MOODYZ SEX SPECIAL（5月13日、MOODYZ）
- 93cm Gcup（6月19日、OPPAI）
- 103cmJcup 93cmGcup 90cmGcup 85cmFcup OPPAIメイドのやりすぎご奉仕大乱交（7月19日、OPPAI）共演:NEIRO(鈴香音色)、CHISA(星島ちさ)、SATOMI（鈴木さとみ）
- 超爆乳ボディSPECIAL（8月13日、MOODYZ）共演:花井メイサ、青木りん、あのあるる
- 真性中出し（9月1日、MOODYZ）
- 巨乳診断書04～触診シリーズ～（10月15日、グローリークエスト）
- ボイン大好きしょう太くんのHなイタズラ～小峰ひなたの幼なじみのお姉さん編～（11月5日、グローリークエスト）
- Gyu! 真正中出しラブリーデート（12月27日、モブスターズ）

2010年
- 初菊 〜小峰ひなたの初アナル中出し〜（3月25日、Fantasista）
- 10人姉妹の真ん中に男は僕1人だけ! 大家族 岩田家の一週間 〜ボクのビッグダディ（チ○ポ）は休む暇なし! 貧乏だけどタマらん我が家〜 前編（4月6日、ディープス）共演:さくらい葉菜、水野美香、桃咲まなみ、安田美樹、みづなれい、桜木ハル、華原希、種村美咲、かわのすみれ
- 人妻中出し哀願 [其ノ十八]（4月23日、青空ソフト）
- アナル浣腸150連発の惨劇 （4月25日、ダスッ!）
- シェイクボディ Ver.14（5月7日、AVS collector's）
- 10人姉妹の真ん中に男は僕1人だけ! 大家族 岩田家の一週間 〜まだまだ続く痛快オマ○コ性活! ボクのモーレツびんびん物語〜 後編（5月13日、ディープス）共演:さくらい葉菜、水野美香、桃咲まなみ、安田美樹、みづなれい、桜木ハル、華原希、種村美咲、かわのすみれ
- アナル中出し20連発!（5月19日、イエロー）
- VS.（5月25日、デジタルアーク）
- タイトスカート尻コキ（6月1日、Fetishist/妄想族）共演:大沢美加、希内あんな、彩佳リリス、白砂ゆの、諸星セイラ、宮坂レイア、山口あずさ、茉莉花、紗奈、ふわり、水城奈緒、相原れな、他
- 手コキでベロちゅ～ 12 （6月19日、イエロー）出演:愛音ゆり、伊藤ユリエ、長谷川杏実、伊東麻央、泉麻那、星崎アンリ、梅宮リナ、森永ひよこ、さくら、柳田やよい、かわのすみれ
- 団地妻生中出し 17（7月9日、TMA）共演:紗奈、松すみれ、安藤美沙
- 快楽悩殺的痴女遊戯 第一章 おじさんをカワイく誘惑する、ムチムチロリの女子校生、ひなたちゃん（7月13日、AVS collector’s）
- S級女子社員生中出し 02（7月16日、グレイズ）
- Glam Mode（7月23日、デジタルアーク）
- 巨乳若妻と巨乳フェチな義弟の背徳（8月5日、ヒビノ）
- 限界調教3（10月1日、中嶋興業）
- 気になるアノ娘… 〜ひなた〜（10月28日、WEEKENDER）
- 甘えん坊旅行 愛らしくてHなママとの温泉の旅（11月13日、アロマ企画）
- ヌキヌキ＋CLINIC（12月3日、WEEKENDER）

2011年
- 「私、借金をアナルで返済いたします」 ドM巨乳女子大生（1月6日、グローリークエスト）
- めざましフェラチオ（1月20日、グローリークエスト）共演:浜崎りお、北条麻妃、 翼裕香、横山みれい、森元あすか、皆澤奏美、澤村レイコ、花木あのん、仁科百華、中居ちはる、音和礼子、弘前亮子、森ななこ、竹内結、春咲あずみ、恵けい、榊なち、瀬奈涼、管野しずか
- 小峰ひなた初めての辱め散歩これが私の限界です! (2月5日、ATOM)
- ご奉仕痴女3 〜わたし!!フェラ!!ごっくん!!H!!大好き〜（2月25日、ハヤブサ）
- 露出デート 01（4月20日、プールクラブ・エンタテインメント）
- 着衣してても爆乳っぷりがスゴ過ぎる女 4（5月19日、グローリークエスト）
- 東京FUNKY GALS EX 07（6月24日、ピエロ）
- 尻伝説（7月18日、実録出版）
- ご奉仕が大好きな巨乳たち（7月22日、ハヤブサ）共演:北川エリカ、百花エミリ、飯島和香、長谷川夢、秋本ゆいか、奥井レナ、来栖あさみ、大堀香奈、小坂めぐる、茉莉花、長澤あずさ、森永ひよこ、横山みれい、福山優、橘なお、平山薫、北川瞳
- 汗っかきなエロパイお姉さんはおっぱいがプルンプルン↑（7月25日、デジタルアーク）
- 童貞筆おろし ママのおっぱいで卒業した〜い（10月7日、クリスタル映像）
- いけない全裸生活 ～男根一本に群がる淫女たち～（10月25日、美）共演:成瀬心美、北川瞳
- 顔面騎乗 尻フェチ専科 5（10月31日、実録出版）

2012年
- 癒らしいむにゅむにゅボディーに痴女られたい（1月1日、Fetish Box/妄想族）
- E-BODY（1月13日、E-BODY）
- 雪村春樹 艶縄集 5（2月13日、赤ほたるいか/妄想族）
- 巨乳ママに赤ちゃん言葉で癒されたい（3月1日、Fetish Box/妄想族）
- 巨乳ペニバンQUEEN 揺れるおっぱいとアナルFUCK（4月5日、未来）
- 射精するまで完全受身 *巨乳痴女にイカされたい（4月5日、ジャネス）
- Hなひなたん（6月25日、日本コンテンツ流通）イメージビデオ
- 美麗顔騎妻（8月6日、メディア総販ソレイル）
- 非道徳エロス小話集 若く豊満なカラダを持つ身寄りのない女たち（9月1日、FAプロ・プラチナ）共演:羽月希、平山薫、松見純
- 射精玩具 M男手淫ザーメン狩り（9月5日、未来）共演:白咲舞、星崎アンリ、愛原つばさ、桐原あずさ、風見渚、有村千佳
- ムチムチタイトスカートバス 2 万年発情期なのはパッツン生地でデカ尻が強調されるから!? 人目を気にせず挑発してくる肉感美人OL（9月6日、ディープス）共演:前田陽菜、春希ゆきの、杏子ゆう、大槻ひびき
- 外国人留学生が盗撮したホームステイ先の巨乳母娘との肉体関係の全記録（11月1日、グローリークエスト）共演:加山なつこ
- 全力逃走レイプ（11月1日、グローリークエスト）共演:綾瀬れん、原望美、遥めぐみ、星川麻美
- 雪村春樹 縄情話 第五集（12月13日、赤ほたるいか/妄想族）共演:羽月希
- 女スパイ暴虐拷問室8（12月19日、シネマジック）

2013年
- 美しきSEX中毒な痴女たち（2月5日、ジャネス）共演:水嶋あずみ、泉麻那、北川みなみ、水沢真樹、榊なち、桐原あずさ
- 爆乳妻は2穴中出しがお好き!（2月22日、Mellow Moon）
- 団地妻 旦那には言えない淫らに疼く昼下がり（3月25日、ビッグモーカル）共演:眞木あずさ、ゆうきさやか
- 出張メンズエステ盗撮 人妻エステティシャンに中出ししちゃいました。 4（10月25日、ビッグモーカル）

#### 「羽生ありさ」名義
- 身近な巨乳を舐めて揉んでパイズリ発射! (7月19日、OPPAI)
- 巨乳介護士に遺産を託した金持ち老人の遺族の怒りにふれて肉体謝罪 (8月19日、クリスタル映像/GESU)
- マゾエステ 『羽生ありさ』の特別な施術 (8月19日、MEGAMI)
- 完全女体観察4時間スペシャル 3（8月26日、S級素人）他出演:美咲かんな、相澤ゆりな、花咲いあん、星空キラリ、涼海みさ、土屋あさみ、稲村ひかり、なごみ、吉澤友貴、西野希、江奈るり、今宮なな、ひなた朱莉、麻里梨夏、あず希、香純あいか ほか
- ムチエロ彼女のオナペットにされて【パンチングフィスト・トコロテン射精・Wフィスト】 (9月13日、M男パラダイス)
- お姉さんの巨尻が猥褻過ぎて秒殺で悩殺!! (9月19日、MARRION)
- アダルトビデオショップに間違えて入ってきたお姉さんと狭い店内で2人っきりドキドキ視線にフル勃起狂態です。3 プリ尻がチ○コに当たってくるので我慢できず店員や他の客にバレないようにその場で挿入しちゃったよ (9月22日、SWITCH) 他出演:宮崎あや、仲村えれな
- 絶倫老人たちに孕ませ輪姦されイキまくる巨乳嫁 Ⅳ (9月23日、クリスタル映像/NITRO)
- 再婚した妻の連れ娘が全員ボイン！2「お父さん◇娘に勃起してどういう気？」と言いながらもパンティ濡らして元気チ○ポを歓迎してくれた娘達とのバラ色生活始まりました (10月6日、SWITCH) 他出演:尾上若葉、枢木みかん
- 聖水爆尿レズビアン 禁断の聖水口受け飲尿レズ (11月1日、U&K) 共演:椿かなめ
- はだかの主婦 中野区在住 羽生ありさ(31) (11月2日、プラネットプラス)
- 【着衣爆乳】思わず○RECしたくなる着衣爆乳おっぱい ありさ編 (11月7日、unfinished)
- 母の見舞いに行った女子病棟は女だらけで男は僕一人! 2 カーテン越しのプリプリ尻に誘われて痴漢したら女たちも性欲もて余していて母が寝てる横でヤラレた! (11月10日、SWITCH) 共演:水野朝陽、花咲いあん、鶴田かな、宮崎あや、水澤りこ
- 褒めて癒して中出しさせてくれる極上淫語秘書 2 (12月23日、ケイ・エム・プロデュース/BAZOOKA) 他出演:跡美しゅり、幸田ユマ、河音くるみ、平川莉沙
- 夫に内緒で他人棒SEX「実は主人の精液も飲んだことないんです」30歳すぎて初めての精飲 何でもいいなりIカップ妻 つぐみさん33歳 (12月8日、コスモス映像) ※「つぐみさん」名義
- エロ尻アングル (12月26日、デジタルアーク)

- 爆乳尻ベロちゅうザーメンぶっかけご奉仕メイド (1月6日、クリスタル映像/NITRO)
- 弾丸美巨乳フェティシズム 3 (1月13日、ケイ・エム・プロデュース/BAZOOKA) 他出演:笹倉杏、白石りん、北川エリカ
- 夫婦二人っきりの家にやってきたデカ乳営業レディがコッソリ夫を挑発!豊満過ぎるオッパイに我慢できず妻に隠れて浮気SEX!契約欲しさに仕掛けた枕営業のつもりが気持ち良過ぎて何度も悶絶イキ! (1月13日、V&R PRODUCE) 他出演:KAORI、福咲れん、かなで自由
- 弟の嫁 (1月19日、KSB企画/エマニエル)
- 媚薬漬けごっくんバス痴漢 (1月19日、アパッチ) 他出演:浜崎真緒、日比乃さとみ、黒瀬萌
- 入院中の性処理を母親には頼めないからお見舞いに来た叔母にお願いしたら優しい騎乗位でこっそりぬいてくれた 13 中出しスペシャル（2月2日、ナチュラルハイ）他出演:神ユキ、雨音わかな、児玉るみ
- めちゃくちゃ妊娠しやすそうな爆乳女子に強制中出し 2 (2月10日、ケイ・エム・プロデュース/BAZOOKA) 他出演:二宮和香、推川ゆうり、有坂つばさ
- 焦らして焦らして契約をとる寸止め生保レディ 6 (2月10日、ケイ・エム・プロデュース/BAZOOKA) 他出演:桜井彩、笹倉杏、卯水咲流、幸田ユマ
- 在宅介護にやってきた優しいホームヘルパーのデカ尻に思わずフル勃起!尻コキだけのつもりがヌルッと生挿入!興奮し過ぎて思わず元気になった利用者の溜まりきった精子搾り出すまで励ましながら何度も中出し! (2月10日、V&R PRODUCE) 他出演:夏希みなみ、かなで自由、黒木いくみ
- 寝取られ人妻レズビアン ～女房の浮気相手は俺の部下～ (2月13日、U&K) 共演:成澤ひなみ
- アナルフィスト＆フットファック～発狂するパンチングフィスト＆Wフィスト (2月13日、M男パラダイス) 他出演:加納綾子、園田香凜、江上しほ、吹石れな
- ごっくん志願! 16 わたし今日から精子がないと生きられない女になります (2月17日、S.P.C)
- パンチラを見てるのがバレちゃってヤバイ!と思っていたら、逆にわざとらしく股を拡げて見せつけ挑発されちゃった! (2月17日、OFFICE K'S) 他出演:相澤ゆりな、北村玲奈
- [ノーカットドキュメント］ 指示しないオナニー 2 (2月17日、OFFICE K'S) 他出演:西条沙羅、あゆな虹恋、白桃心奈、桜ちなみ、広瀬うみ、若槻みづな、相澤ゆりな
- 近親相姦中出しソープ 初めての熟女風俗、指名したら母ちゃんだった (2月19日、VENUS)
- お湯に浮くほどデッカイおっぱいをのぞいていたら…!? 無職のボクは親戚が経営する温泉宿の手伝いに。どうせ暇だろう…と気を抜いていると、まさかの若妻の団体がやって来た！忙しい生活から解放されたのか、温泉に入るなりおっぱいを見せ合い大はしゃぎ!大きなおっぱいが湯船にプカプカ浮いている！その様子をのぞいていると…見つかってしまい大騒ぎになると思ったら?逆に誘われて混浴状態に!すると、ボクの勃起に気付いた若妻たちの欲求不満が爆発！デッカイおっぱいを見せつけてきて「1回だけ…!」と言いつつも何度もチ○ポを求めてきた!（3月7日、Hunter）共演:三島奈津子、本真ゆり、成澤ひなみ、羽月希
- 社員旅行でハメをはずし過ぎて泥酔した巨乳女子社員を痴漢して中出ししちゃったビデオ（3月19日、アパッチ）他出演:三島奈津子、藤川れいな、成澤ひなみ、本真ゆり、葵千恵
- お、お義父様やめて下さい…。息子は恋敵 ドM妻は義父（ワシ）のもの 寝取られ近親相姦 (3月25日、ビッグモーカル) 他出演:浜崎真緒、江上しほ
- 童貞息子の将来を気にした巨乳の母が優しく性教育!愛撫だけで連続射精する敏感チ○ポを強化するため妊娠覚悟の生挿入!優しいスローピストンでチ○ポの形を噛み締めながら連続絶頂!親子にも関わらず早漏改善するまで何度も中出し! (4月14日、V&R PRODUCE) 他出演:水野朝陽、塚田詩織、桂希ゆに
- 『ナマ』という言葉に異常反応する隣の敏感妻。旦那にバレないように寝取る! (NTR) (4月25日、ビッグモーカル) 他出演:浜崎真緒、江上しほ
- 宙に浮くほどのエンドレスハードピストン中出し本屋痴漢 (5月7日、アパッチ) 他出演:今井ゆあ、加藤ツバキ、とみの伊織、葵千恵
- コンビニ店員拘束固定電マ～ヤル気ゼロ!サボってばかりの可愛いバイトの先輩を、泣き叫ぼうが絶頂しようが拘束固定電マで大量失禁!～ (5月7日、アパッチ) 他出演:若槻みづな、三島奈津子、伊東真緒、春日野結衣
- お義母さん、にょっ女房よりずっといいよ… (5月11日、タカラ映像)
- ボクとノーブラ爆乳秘書 夢のハーレム部署設立記念SP (5月12日、ケイ・エム・プロデュース/BAZOOKA) 共演:三島奈津子、森はるら、今井ゆあ
- 「『お隣さんのセックスが丸見えなんですって？』童貞の僕の部屋に覗きにくるママ友たちの無防備パンチラを見て勃起したらヤられた」 VOL.1 (5月18日、DANDY) 共演:かなで自由、吹石れな、篠田ゆう
- 姑の卑猥過ぎる巨乳を狙う娘婿 (5月18日、グローリークエスト)
- 平成日本専業主婦ナマ撮り濃厚接吻フェラチオドキュメント FILE 01 (5月18日、F&A)
- 男壊 ～だんかい～ (5月19日、M男パラダイス)
- W INFERNO- ダブルインフェルノ- 03 (5月26日、MAD) 共演:水澤りこ
- うちの妻が寝取られました。怪我をさせてしまった友人を介護するつもりが知らぬ間に快楽堕ちしていたうちの爆乳嫁 (6月13日、HERO)
- 男も女も濡れる双頭ペニバンセックス (6月19日、M男パラダイス)
- 着衣で楽しむ超乳おっぱい (7月1日、プラネットプラス)
- 一度入ったら常連確定!!激エロ巨乳4人娘が営むハレンチ銭湯へようこそ!! (7月14日、ケイ・エム・プロデュース/BAZOOKA) 共演:推川ゆうり、夏希みなみ、尾上若葉
- 巨乳のお義姉ちゃんに媚薬を含んだベロキスをしたら即トロ顔!ハメたら涎を垂らして激アヘ顔! (7月20日、ナチュラルハイ) 他出演:羽月希、尾上若葉
- 巨乳女医による中出し訪問診療 (8月11日、ケイ・エム・プロデュース/BAZOOKA) 他出演:KAORI、天野美優、推川ゆうり
- 【鬼畜実話】本当にあった、胸糞の悪い話。 (8月11日、ケイ・エム・プロデュース/BAZOOKA) 他出演:笹倉杏、今井ゆあ、森はるら
- 自慢のBODYを惜しげもなく晒すスケベ女とのエロエロ温泉デート (8月17日、グローリークエスト)
- 「あっ!ナマで入っちゃった!」凄テクオイル素股でチ○ポをマ○コに擦りつけてたら思わずフル勃起からの生挿入!本番禁止のはずなのに生中出しSEXまでしちゃった4人のお色気巨乳デリヘル (8月17日、グローリークエスト)他出演:森ななこ、推川ゆうり、高瀬杏
- MASOTRONIX 13 (8月18日、MAD) 共演:佐々木ひな
- 素敵なカノジョ 羽生ありさ 爆乳パイパンドM美女のご奉仕拘束中出し輪姦せっくす (9月14日、BACK DROP)
- 嫁の母親に中出ししてしまった (9月19日、VENUS)
- マイクロミニスカートで社員を挑発するヤリマンドスケベ巨乳OL（10月25日、デジタルアーク）共演:西村ニーナ
- 巨乳チクピストによる乳首性感いじり専門 「常にふたりで」乳首責めメンズエステ (11月2日、SODクリエイト) 共演:尾上若葉、君島みお、篠田ゆう、真木今日子
- 家政婦を呼んだらまさかのデカ乳デカ尻のフロントジッパー競泳水着のオンナが! 尻に食い込む水着!ハミ出るオッパイに興奮した僕は我慢できず即ハメ生挿入! 膣奥に響く激ピストンで豊満ボディを揺さぶりながら何度もイキまくり! 気持ち良過ぎて何度も中出し懇願! 2（11月10日、V&R PRODUCE）他出演:西条沙羅、夏希みなみ、天野美優
- SODファン大感謝祭!1日限りの限定オープン!Fカップ以上の巨乳女優が集まる本番も出来るおっぱいパブ (11月16日、SODクリエイト) 共演:尾上若葉、君島みお、篠田ゆう、蓮実クレア、真木今日子、なごみ
- 濃厚接吻レズビアン 義母と娘 愛し合って求め合ってイカせ合う (11月16日、ヒビノ) 共演:北川ゆず
- ドスケベ奥様の汗だくデカ尻ピストン&グラインド騎乗位ざんまい性活 (11月17日、クリスタル映像/UPSON)
- Glamor（11月25日、デジタルアーク）共演:西村ニーナ
- 極上美人女将が淫らにもてなす温泉旅館 5 (12月15日、クリスタル映像/MADAM MANIAC)
- 羞恥!ある日突然男女社員混合強制OL健康診断スペシャル (12月21日、サディスティックヴィレッジ) 共演:永井みひな、高杉麻里、一ノ瀬もも、中村日咲、斉藤りこ
- パートちゃん。服破けそう… Iカップ ありさ ファーストフード店勤務の「むっちり」「爆乳」「ドM」三拍子揃ったメガネ地味主婦、店長と絶賛不倫中 (12月25日、ビッグモーカル)

- 修学旅行1日目を終えた女教師たちはどのような夜を過ごしているのか!? まさかこんなにドエロい夜を過ごしていたとは!徹底スクープ!!（1月12日、SCOOP）他出演:さとう愛理、生田みく、池上まひろ
- 羽生ありさ ～Woman For M～　4時間BEST (1月13日、M男パラダイス) ※単体ベスト
- ママのリアル性教育 (1月18日、グローリークエスト)
- ムッチリ美巨尻マニアックス (1月26日、マックス・エー)
- エロ過ぎる魅惑的な同級生のパイパン義姉ゆず、母性的な巨乳ブラコン姉ありさ2人と近親相姦中出し性交 (2月1日、グレイズ) 共演:北川ゆず
- マイクロミニスカートで社員を挑発するヤリマンドスケベ巨乳OL (2月8日、WEEKENDER) 共演:斉藤みゆ
- ママ友たちと温泉旅行!「子供なんだから一緒に入ればいいでしょ!」混浴したら湯船は大人のボインだらけでチ〇コ勃っちゃった!「ママには黙っててあげるから」元気な子供チ〇ポに興奮した奥さんたちは寄ってたかってもてあそんでくれました。4 (2月8日、SWITCH) 共演:推川ゆうり、鶴田かな、明海こう
- イクイクエビ反り痙攣が止まらない禁断のポルチオ開発性感オイルマッサージ ACT.002 (2月9日、ケイ・エム・プロデュース/REAL)
- プレミアムフライデーに街で声をかけた真面目そうなアラサー眼鏡OLさん。 (2月14日、EROTICA)
- 爆乳を揉みしだかれキメパコ調教をされるとマン汁垂れ流しで悶絶する変態ドMメス豚 (2月19日、チキチキカマー/妄想族)
- ヒロイン寝取られ ダイナウーマン編 (2月23日、GIGA) 共演:徳永れい
- おっぱいマニアックス (2月25日、マックス・エー)
- 隣の奥様はIカップ誘惑超乳美人妻 (3月7日、ルビー)
- Glamor (3月8日、デジタルアーク) 共演:斉藤みゆ
- 素顔の性格を暴く完全ドキュメント リアル (3月13日、実録出版/妄想族)
- 絶望エロス 権力者と、その場しのぎの女 (3月13日、絶望エロス/妄想族)
- 欲求不満な爆乳妻 (3月13日、青春舎)
- 「妊娠検査と称して膣奥を触診され断れず声を我慢しながら全身を震わせ潮を漏らす敏感妻」Vol.1 (3月21日、DANDY) 他出演:推川ゆうり、牧野遥
- 近親妊姦～夫に内緒で義父と妊活情事をくりかえす嫁Ⅳ～ (3月23日、クリスタル映像/NITRO)
- 隣の変態お姉さんと奇妙な中出し性活 (3月26日、マックス・エー)
- 温泉旅館オネシ●タ体験 (4月5日、グローリークエスト) 共演:斉藤みゆ、宇多田あみ
- 向かいの部屋の巨乳美女をこっそり覗いていると視線に気付かれ逆に自慢のデカパイを見せつけるかのように僕を誘惑し始め… (4月6日、プレステージ/DOC) 他出演:篠田ゆう、椎葉みくる、鈴木真夕
- 「お願いだから1回だけ…」高齢なのに旦那よりバキバキに反り返る勃起チ○ポの義父を見て子宮が疼くセックスレス妻!本気汁垂れ流しで絶対秘密の逆夜這い!4 (4月13日、V&R PRODUCE) 他出演:倉多まお、三原ほのか
- このたびウチの妻（34）がパート先のバイト君（20）にねとられました…→くやしいのでそのままAV発売お願いします。(4月13日、JET映像)
- 姑の卑猥過ぎる巨乳を狙う娘婿 (5月18日、グローリークエスト)
- BBB Big Boobs Butt 羽生ありさ （6月4日、DUGA/デカ拳)
- 私、新人看護師なのに不妊治療センターの精液採取室に配属されました… 2 (6月7日、サディスティックヴィレッジ) 共演:桐谷なお、神宮寺ナオ、泉りおん、香苗レノン
- 真・時間が止まる腕時計パート10（6月7日、ROCKET）共演：武田真 、祈里きすみ 、優月まりな
- 男も女も濡れる双頭ペニバンセックス (6月19日、M男パラダイス)
- あーやらしい! 62 ありさにいっぱい飲ませて! いっぱい満たして! (6月22日、S.P.C)
- 「巨乳だから採用されたパートの内気な奥さんは2人きりになるとセクハラ絶倫店長のいいなり中出し」VOL.1 (7月12日、DANDY) 他出演:蓮実クレア、葉山りん
- TVの前のユーザー皆様に究極のオナニーを約束します!淫語女子アナ15 超巨乳スイカップ女子穴SP (7月12日、ROCKET) 共演:峰ゆり香
- 「私、やっぱりお義父さんのことが好き…」ご無沙汰デカ乳妻が旦那に隠れて義父と濃厚ベロキスしながら密着中出しSEX! (7月13日、V&R PRODUCE) 他出演:若月みいな、倉多まお
- ボイン大好きしょう太くんのHなイタズラ 憧れの巨乳先生と同居編 (8月2日、グローリークエスト)
- ROCKET10周年記念作品 マイクロビキニでドキッ! 巨乳20人! 水泳大会 2018 真夏のエロ水着とおっぱいの祭典!巨乳20人がプールでガチンコエロバトル!!（8月9日、ROCKET）共演:春菜はな、君島みお、優月まりな、三原ほのか、ひなみれん、今井ゆあ、森はるら、新垣智江、二宮和香、葉月美音、西村ニーナ、三苫うみ、優梨まいな、桜ちなみ、梨杏なつ、椎葉みくる、武田真、橘メアリー、月宮こはる、波多野結衣
- 羽生ありさ 8時間 SPECIAL COLLECTION (8月10日、クリスタル映像/CRYSTAL EX) ※単体ベスト
- 女性のワキの下に異常に興奮します。 羽生ありさ ワキ舐め・脇コキ・オールワキ発射 (8月20日、レイディックス)
- えっ?こんなことしてたの? 本編の裏側でスタッフや裏方さんを痴女責め誘惑 巨乳20人!水泳大会の裏側でド痴女エロドッキリ大作戦（8月23日、ROCKET）共演:橘メアリー、ひなみれん、椎葉みくる、優梨まいな、月宮こはる
- 妄想アイテム究極進化シリーズ セクハラ、パワハラ専用瞬間記憶消去フラッシュ ドスケベな権力者にオススメ!これさえあれば部下の女が泣こうが喚こうがハラスメント天国!! (8月23日、ROCKET) 共演:優梨まいな、長友麻衣美
- 神パンスト 羽生ありさ 人妻や母、働く制服OL等やらしい熟女の美脚を包んだ生ナマしいパンストを完全着衣でムレた足裏からつま先を味わい尽くす! (8月23日、親父の個撮)
- 妄想アイテム究極進化シリーズ せっかく女になったのに…不完全な女体化で下半身はふたなり!? 3  完全なる女体化で白衣の天使になった俺が…編 (9月6日、ROCKET) 共演:星奈あい、きみと歩実、牧野れいな
- 誘惑アスリート 巨乳デカ尻ブルマー クビレ肉感ヒップ90cm (9月7日、デジタルアーク)
- 思春期息子の体験談 いやらしい母ちゃん。 (9月13日、ながえSTYLE)
- 夫が知らぬ間に5回中出ししても止まらない若奥様 ありささん (仮名) (9月28日、ケイ・エム・プロデュース/REAL)
- 「クーラーの壊れた部屋で巨乳おばさん家庭教師と2人きり!透けブラを見て勃起したら汗だく騎乗位でヤられた」VOL.1 (10月11日、DANDY) 他出演:逢沢まりあ、笹倉杏
- 人妻密室監禁調教ドキュメント (10月11日、F&A)
- ボイン温泉旅 ～すっげえエロい乳した巨乳美女と密会紀行～ (10月18日、グローリークエスト)
- 麗しのキャンペーンガールAGAIN 15 りの と ありさ (10月27日、HMJM) 共演:白咲りの
- 爆乳ムチムチ妻の下品なマラ喰い肉欲生活 (11月1日、プラネットプラス)
- 新任女教師 一ノ瀬梓 羽生ありさ マシンバイブ調教×催淫三角木馬×危険日中出し30連発 そのすべてで潮!潮!潮!32☆SPECIAL☆完全撮り下ろし＋過去全タイトル作品集32名!8時間2枚組 (11月8日、サディスティックヴィレッジ) 共演:一ノ瀬梓
- ケツ穴見せつけ猥褻ピストンSEX II (11月9日、クリスタル映像/NITRO)
- 麗しい巨乳和美人がおもてなしする超高級浴衣ヘルス (11月9日、ケイ・エム・プロデュース/BAZOOKA）他出演:霧島さくら、宝生リリー、逢沢まりあ
- BOIN GRAMMAR 悩殺‘癒し痴女’お姉さん (11月26日、ゲインコーポレーション)
- 催眠光線で支配されたママさんバレーチーム (12月6日、SODクリエイト) 共演:紺野ひかる、桜木優希音
- 生まれて初めての人妻風俗面接4 (12月6日、アイエナジー) 他出演:水川かずは、早乙女らぶ、椎葉みくる
- 「ムチムチ」「イカセ」「中出し」羽生ありさ (12月6日、Mr.michiru)
- 巨乳人妻上司と出張、温泉に泊まったらとんでもないガチンコ女でした。 (12月14日、ケイ・エム・プロデュース/REAL)
- 童貞の僕にとって人妻の色気は刺激が強すぎる!!SEXしたさに必死に土下座でお願いしたら「ゴムつけてなら…」との了承が!しかし僕は超絶倫早漏だったためゴムがなくなるまで何度も何度も射精し最後はイキまくって痙攣しているオマ○コに大量ザーメンをぶちまけてしまった!!! (12月14日、ケイ・エム・プロデュース/SCOOP) 他出演:霧島さくら、山井すず
- 被害者はいつも女 密室婦女暴行魔2 (12月14日、ながえSTYLE) 他出演:桜木優希音、花咲いあん
- 爆乳ママの超絶パイズリと唾液ベロキス&吸引フェラ (12月19日、ドグマ)

- 胸チラしているのに気付かず働く女子社員に手を出しちゃった俺 4 (1月10日、アキノリ) 他出演:みゆき菜々子、夏原唯
- 町内会INレズバトル (1月24日、サディスティックヴィレッジ) 共演:一ノ瀬梓、優梨まいな、七瀬あいり
- ファザコン気味のお隣さんが中年一人暮らしのオレ宅に手料理ピンポン。(1月25日、ケイ・エム・プロデュース/SCOOP) 他出演:鈴木さとみ、相澤ゆりな、早川瑞希
- ハミ乳Iカップ素朴な奥さん 他人チ○ポに囲まれて妄想解禁! ローションまみれでヨガポーズ (1月25日、シャーク)
- 巨乳デリヘル (1月26日、ゲインコーポレーション)
- うまなみの兄にめろめろにされた弟嫁 (1月31日、タカラ映像)
- 裸のシェアハウス (2月1日、プラネットプラス) 共演:かなで自由 ※「AV OPEN 2018」マニア・フェチ部門 エントリー作品
- 爆乳完全支配 (2月1日、ドグマ) ※「AV OPEN 2018」ハード部門 エントリー作品
- 胸ポッチが堪らない!揺れ動く巨乳ノーブラニットのOL (2月1日、アキノリ) 他出演:椎葉みくる、ましろ杏、大浦真奈美、今井ゆあ ※「AV OPEN 2018」マニア・フェチ部門 エントリー作品
- 思わずrecしたくなる着衣爆乳 神乳祭り2019 (2月1日、unfinished) 共演:推川ゆうり、三島奈津子、優月まりな ※「AV OPEN 2018」マニア・フェチ部門 エントリー作品
- 密着しながらブ厚い舌で全身を舐めまくるむっちりスケベ痴女のなめくじ性交 (2月7日、ビッグ・ザ・肉道/妄想族)
- むちむちでエロエロの超肉食系で逆セクハラ上等な女上司2人のいる会社で働いてますが、もう限界です。 (2月14日、アロマ企画) 共演:本真ゆり
- ファミレス店員の爆乳人妻を研修中にイタズラ (2月20日、STAR PARADISE)
- 経験豊富な優しい素人人妻が最高の童貞筆おろし 17 (2月21日、アイエナジー) 他出演:早乙女らぶ、水川かずは、水嶋アリス
- 強姦と和姦の境界線。女として生きている以上、疼いてしまう時があって。あなたのアレが大きくなかったらわたしこんなに濡れないのに… (2月22日、キネマ座) 他出演:天月叶菜、森下美緒
- W癒し痴女お姉さん (2月26日、ゲインコーポレーション) 共演:三島奈津子
- 働く綺麗なお姉さんにいきなり痴女られちゃった俺 3 (3月7日、アキノリ) 他出演:阿部乃みく、蓮実クレア
- 爆乳エロ奥様 Iカップ若妻を密室個人撮影 (3月14日、センタービレッジ)
- 「お風呂一緒にはいろ!」親戚のおばさんのボインで体を洗われて僕のチ○コはカッチカチ!!母がいるのにこっそりチ○コを握りしめてきて、2人っきりになったらオトナの女のカラダをたっぷり教えこまれ、絶倫チ○コでひぃひぃ言わせちゃったぞ! (3月21日、SWITCH) 共演:三島奈津子、ましろ杏
- 近所でウワサの奥様 (3月23日、オイスター海運)
- ママ友6人のボイン!母が居る横で息子とパパをドキドキ挑発6SEX!わざと胸の谷間を目の前で見せつけヤラれるように仕向けるむっつりヤリマン奥様達の誘惑 (4月11日、SWITCH) 共演:三島奈津子、吹石れな、真木今日子、若月みいな、推川ゆうり
- 訪問介護にやってきた優しいホームヘルパーのデカ乳に思わず利用者チ○ポはフル勃起!責任感じた欲求不満介護士が優しく授乳手コキ!フル勃起が止まらないチ○ポに我慢できず仕事を忘れて馬乗り生挿入!3 (4月12日、V&R PRODUCE) 他出演:宝田もなみ、椎葉みくる
- 真向いの人妻が無防備すぎてつい覗いていたら 股をひろげてオナりはじめた彼女と目があってしまった…（4月12日、Z-MEN) 他出演:美保結衣、森下美怜
- 光熱費の経費削減を実施しますので今日から支給された制服を着て仕事をしてください 僕の部下の女子社員に渡されたのはシースルーで卑猥なハイパークールビズ仕様!生地が薄くて涼しいはずなのに何だか妙にムラムラしてきて仕事どころじゃありません! (5月1日、Fitch) 共演:塚田詩織、美咲結衣、南真悠、神田まりあ
- 完全主観で楽しむ羽生ありさとの新婚生活 (5月1日、プラネットプラス)
- 秘密の1日デート 4  (5月3日、プレステージ)
- 見た目が真面目そうなメガネ女子ほどチ○コを目の前にすると豹変する変態女 (5月9日、アキノリ) 他出演:大浦真奈美、葵百合香、あおいれな、向井藍
- パパママ頑張れ!ぬるぬるローションで仲良し家族対抗ハメハメ合戦!!2 (5月23日、SODクリエイト) 他出演:井上綾子、生田みく、有栖るる、はるかみらい、我妻澪
- ママシ○タボイン!友達のママのデカすぎるおっぱいが目の前に。僕のピン勃ちチ○コに性欲全開ママは「息子がいない時に遊びおいで (ハート) 」耳元で悪魔の囁き。何も知らない僕のカラダにイタズラ弄びオンナを教えてくれた (5月23日、SWITCH) 共演:三島奈津子、西村ニーナ
- おさせ -誰とでも寝る人妻たち- (5月31日、ケイ・エム・プロデュース/REAL) 他出演:優梨まいな、美咲かんな
- 素人男女モニタリング実験でゲッツ!!マンション入居説明会に来た夫婦が初めてのご近所付き合いスキンシップに挑戦!! (6月14日、プレステージ) 共演:橘メアリー、桃瀬ゆり、逢沢まりあ
- 借金で売られて見知らぬ男に抱かれるのに快感が止まらない若妻たち (6月14日、ケイ・エム・プロデュース/REAL) 他出演:凛音とうか、椎葉みくる
- 絶対本番出来る生中出し風俗嬢 (6月25日、マックス・エー)
- 羽生ありさのデカ尻アナルをひびはたが責める3Pレズビアン (6月25日、セレブの友) 共演:波多野結衣、大槻ひびき
- 羽生ありさ 旦那に黙って出演した三十路人妻の背徳爆乳 溢れる性欲を解消するべく初対面の男の部屋へのこのこ来ちゃいましたw (7月1日、ABC/妄想族)
- もしも…「羽生ありさ」が○○だったら…。 (7月1日、プラネットプラス)
- 肉感!OL倶楽部6～セクハラチ○ポに酔いしれるパート主婦OLありささん（Iカップ）の体験告白～ (7月7日、下半身タイガース/妄想族)
- 思わずRECしたくなる着衣爆乳おっぱい ありさ (7月8日、unfinished)
- 【完全主観】プルルンおっぱいとキツキツま●こと濃厚SEXで町おこし! 巨乳SEX観光大使のお仕事 (7月12日、ケイ・エム・プロデュース/BAZOOKA) 共演: 優梨まいな、岬あずさ、逢沢りいな
- 妻の浮気 羽生ありさ (7月13日、FAプロ)
- 美女3人の凄テク回春で極上射精ができて、そのうえ生中出しSEXで最後の一滴までザーメン搾り取ってくれる睾丸マッサージ店 (7月25日、セレブの友) 共演:波多野結衣、大槻ひびき
- 同窓会で初恋の女の成長した巨乳が目の前に!人妻になった彼女は夫との性生活の欲求不満で僕に胸チラやパンチラ見せつけ勃起を誘う。酔ったふりしてテーブルの下でチ○コを握りしめてきて、トイレや通路に誘われてヤッちゃいました。 (7月25日、SWITCH) 共演:西村ニーナ、月宮ねね、奥菜えいみ
- アナタだけに見せつける巨乳美女3人の挑発的レズビアン (8月13日、セレブの友) 共演:推川ゆうり、加藤あやの
- 乳房 (ちぶさ) (8月13日、FAプロ)
- 自慢のBODYを惜しげもなく晒すスケベ女とのエロエロ温泉デート2 (8月15日、グローリークエスト)
- 人身売買パンスト狂宴 (8月19日、エーゲ/妄想族) 共演:波多野結衣、麻里梨夏
- 極小BIKINI倶楽部 (9月1日、極小BIKINI倶楽部)
- SWITCH8周年記念作品 黒パンストが好きならこれでどう?!黒パンスト女子社員が僕のチ○ポを争奪戦!右を見ても左を見ても黒・黒・黒の黒パンスト祭り!1人のマ○コだけじゃ許されず複数マ○コにブチ込みます! (9月12日、SWITCH) 共演:明海こう、橋本れいか、浅見せな、皆月ひかる、みひな
- 自宅に男を連れ込みSEXする淫乱三姉妹の性生活が淫(みだ)れすぎてる件 (9月13日、セレブの友) 共演:推川ゆうり、加藤あやの
- 濃交 ～Iカップ巨乳女優の濃密リアル中出しSEX～ (9月25日、マックス・エー)
- 黒人解禁!B.B.P.（ビッグ・ブラック・ペニス）Iカップの爆乳でも挟みきれない黒人巨根が子宮の奥まで突き刺さる! (9月25日、セレブの友)
- 社員を誘惑する乳首ビンビンデカ尻上司はやっぱり淫乱なドスケベ痴女 (9月26日、WEEKENDER)
- 肉感レストラン～パート主婦OLありささん（Iカップ）の体験告白・転職編～ (10月7日、下半身タイガース/妄想族)
- 突然離婚を言い渡されシングルファザーになった僕を不憫に思ったご近所の巨乳奥様たちが家事の手伝いをしてくれる事に!奥様の不意な胸チラとパンチラについ勃起してしまったのがバレて「奥さんと別れてからシてないんですよね…?」と誘惑され慰めの生ハメ淫乱SEX! (10月18日、プレステージ) 共演:葉山夏菜、美園和花
- どエロイ女のムチムチ肉感!ふにゃふにゃ星人 (11月8日、ケイ・エム・プロデュース/肉盛)
- 激イキ×アナル開放×初アナル絶頂 (11月13日、セレブの友)
- エロ黒姉さん 褐色の羽生ありさ (11月27日、MERCURY)
- まるっと!羽生ありさ (12月1日、プラネットプラス) ※単体ベスト
- いじわるご奉仕 癒しの巨尻ソープ嬢 (12月1日、MARRION)
- レ・Zu・ビアン ～花嫁を寝取った義妹～ (12月1日、U&K) 共演:今井ゆあ
- HYPER FETISH ハイレグいやらしクィーン (12月7日、デジタルアーク)
- 勃起したままの男を一切動かさないS字尻振り騎乗位エステで骨抜きにする美尻エステティシャン VOL.2 (12月12日、DANDY) 他出演:篠田ゆう、永野つかさ
- 泌尿器科の女医がまさかの知り合い!?診察でちんちん触られ不覚にも勃起した結果…  (12月13日、なでしこ) 他出演:野々宮みさと、AIKA、伊織涼子

- 私は快楽狂いのド淫乱オナニスト 3（1月13日、セレブの友）
- ブルマおばさんのピタパン尻に我慢できずにバックからねじ込むデカチン即ハメ!（2月1日、LUNATICS）他出演：大浦真奈美
- お母さんの玩具になった僕 Iカップ超乳美義母の発情!（2月7日、ルビー）
- 夢のバレンタイン・チョコメッシーSP WAMチョコレート工場（2月6日、ROCKET）共演：かなで自由　※配信専用作品
- 出世できないダメ男×No.1風俗嬢 愛し合うウエディング生中出しSEX 4（2月13日、セレブの友）
- 巨乳痴女パイズリ挟射学園（2月19日、OPPAI）共演：柊るい、古賀まつな、葵百合香、石原理央
- 乳首びんびんドスケベ介護士 超ムッチムチの肉弾ガチムチ小悪魔痴女（3月25日、かつお物産/妄想族）
- 羽生ありさが騎乗位スタイルでサービスしてくれる泡洗体マッサージ（5月8日、Mr.michiru）
- 羽生ありさをしゃぶり尽くすベスト914分（5月13日、セレブの友）※単体ベスト
- 「たまには違う場所でしよっ?」狭い空間での濃ゆ～い密着スローSEX（5月15日、ケイ・エム・プロデュース/ヒメゴト）他出演：八乃つばさ、笹倉杏
- 密着しながら淫語で誘惑する痴女お姉さん（5月25日、デジタルアーク）

- おしっこ114連発 98人（9月2日、グローリークエスト）

- 「こんなところでゴメンなさい…。でも、もう我慢出来なかったの…」トイレが故障で使えず膀胱限界の放尿婦人 36人（6月21日、アクアモール）

- カメラの前でおしっこする女 5（11月26日、グローリークエスト）

#### ｢羽生アリサ」名義
2020年
- 舌苔痴女 (ぜったいちじょ) (4月9日、レイディックス)
- 巨尻パンティー痴女〜過激下着を纏ったヒップ90cmのムッチリ巨尻でM男責め〜 (4月25日、SEX Agent/妄想族)
- 卑猥語女 羽生アリサ (4月25日、MARRION)
- 羽生アリサが騎乗位スタイルでサービスしてくれる泡洗体マッサージ (5月8日、Mr.michiru)
- 完全撮り下ろし! ヌルヌルのオイルまみれ美女 挑発オナニー7連発!!（5月25日、セレブの友）他出演：波多野結衣、星あめり、明海こう、大浦真奈美、三船かれん、あおいれな

### VR
2017年
- 焦らし早漏改善診療所 女医とナースのWフェラチオ寸止め大量発射!! (6月23日、KMPVR) 共演:南梨央奈
- 巨乳銭湯へようこそ!!4人の巨乳娘が僕のチ○ポを奪い合い!!至福の4連続中出し!! (6月27日、KMPVR) 共演:尾上若葉、推川ゆうり、夏希みなみ
- 焦らし早漏改善診療所 女医羽生ありさの早漏改善治療 (7月11日、KMPVR) 共演:南梨央奈
- 超大量ザーメン!ごっくんお掃除フェラ (7月13日、電影ガール)
- 亀頭と金玉をじゅっぽり!Wごっくんお掃除フェラ (7月18日、電影ガール) 共演:桂希ゆに
- M男の為の極上顔騎 窒息寸前の肉感密着でオマ○コと巨尻にうもれてみたい。(8月5日、電影ガール)
- 肉感!圧迫!窒息寸前!ケダモノ奥様と僕。 (8月7日、電影ガール)
- THE VR SEX やさしいおっぱいで癒して (10月18日、実録出版VR)
- 長尺 立体乳揉み図鑑～揉んで掴んで揺すって立体感!四人収録 (12月1日、実録出版VR) 他出演:塚田詩織、桃宮もも、水澤りこ
- ハズレ無しデリヘル 羽生ありさ (12月8日、CASANOVA)

2018年
- 快楽の味【聖水】10人の美女（4月25日、M男パラダイス）他出演: 一松愛梨、高城アミナ、神納花、辻本りょう、宮崎あや、早川瑞希、唯川希、藤川れいな
- 知的でいやらしい腰使いのメガネ熟女8人（4月27日、なでしこ）他出演:佐々木あき、進藤由紀乃、高岡すみれ、秋月めい、澤村レイコ、峰岸カレン、桐島美奈子
- レズビアンに寝取られた人妻たち　BEST4時間（5月13日、U&K）他出演:成宮いろは、成澤ひなみ、八咲唯、白藤ゆりえ、真白蘭、潮見百合子、香澄莉緒、宮藤尚美、小池絵美子、佳乃美冬、佐伯かのん、大宮明江、城崎桐子、竹内梨恵、本庄瞳、森下美緒、古川祥子、京野美麗、宮本紗央里、井上綾子、新堂有望、天海しおり
- 地味メガネOL＆人妻のなまなましい営みBEST（5月13日、EROTICA）他出演:二階堂ゆり、成澤ひなみ、相澤ゆりな、彩奈リナ
- パートちゃん。発育良すぎ… いやらしい変態セックス4時間 「むっちむち」「爆乳」「ドM」三拍子揃ったメガネ地味主婦、店長と絶賛不倫中（5月25日、ビッグモーカル）他出演:西園さくや、三島奈津子、澁谷果歩
- 年上美人の下着を物色中「こんな年増女の下着で欲情するの？」と…女として見られる悦びからか「本当に私なんかでいいの？」と欲求不満な身体で精液搾取（6月1日、プレステージ）他出演:高野しずか、相沢夏帆、君島みお

2019年
- 「ねぇ、いっぱい中に出して…」風俗に行ったら超カワイイ子がキタ━━━━（ﾟ∀ﾟ）━━━━!!超密着風俗フルコースで中出しSEX (1月11日、4KVR)
- 自慢のIカップで全身を洗ってくれる銭湯の看板女将VR (3月15日、SODクリエイト)
- あなたが巨乳人妻と密会中に旦那が帰宅。押し入れに逃げ込んだ二人がすることと言えば… (5月10日、4KVR)
- 童貞の僕がまさかのAV男優に!スタッフがたくさんいる撮影現場で緊張している僕にAV女優が神対応!「絶対秘密だよ!」憧れのAV女優が2人っきりになるとコッソリ筆おろし! (7月12日、V&R PRODUCE)
- 【ASMR体験】デカ乳出張エステティシャンが行う究極の脳内リラクゼーション!耳舐め/耳嗅ぎ/咀嚼/ローション手コキ/愛液滴るマ○コいじり/フェラ!フル勃起した僕のチ○ポを挿入し密着生中出しSEX! (7月26日、V&R PRODUCE)
- buz流調教VR!ご主人様である元上司の雌犬調教にハマるOLありさ (7月26日、buz VR)
- HQ 60fps 羽生ありさの隅々まで超接近!限界接写!今までの常識を打ち破る女体観察接写VR!! (9月18日、マックス・エー)
- 【4K匠】金粉VR 完全主観で黄金の巨乳羽生ありさとSEX! (9月28日、バミューダVR)

### 写真集
- 原寸大おっぱい図鑑 Ecstasy（2017年11月17日、一迅社　撮影：須崎祐次）Iカップ担当[14]

## 出演

### WEB
- デラ☆エロパラ（GyaOジョッキー、2009年4月21日ゲスト出演）
- トイズハートプレゼンツ「ハートの部屋（仮）」 第39回[15]（2018年9月7日ゲスト出演、ニコニコ生放送）[16]

### テレビ
- 真夏のバンビ祭2020・星奈あい×羽生アリサ公開トークショー（2020年10月3日、エンタ!959）[17]

## インタビュー
- 【Iカップ人気女優　羽生ありさインタビュー】「もうどんだけ押しに弱いのかって思いますよね（笑）」「おっぱいを揉むんだったら、絶対に下から上です。気持ちいいとかの前に、やっぱりおっぱいが垂れちゃうから」前編(2018年10月21日、デラべっぴんＲ)[18]
- 【Iカップ人気女優　羽生ありさインタビュー】「挿入した瞬間気持ちよかったです。泣きそうになっちゃいました、気持ち良すぎて（笑）」「まずはビールを1杯のみたいです。甘くないお酒ならば何でも」後編(2018年10月22日、デラべっぴんＲ)[19]